# 吉勒格赖
吉勒格赖（Kilakarai）是印度泰米尔纳德邦拉默纳特布勒姆县的一个城镇。总人口30472（2001年）。

## 人口
该地2001年总人口30472人，其中男性14125人，女性16347人；0—6岁人口3874人，其中男1923人，女1951人；识字率78.03%，其中男性为81.58%，女性为74.97%。